# Wiang Kum Kam
Wiang Kum Kam (thaï :เวียงกุมกาม) est un site archéologique du nord de la Thaïlande. Il est situé 5 km au sud du centre-ville de Chiang Mai, dans le district (Amphoe) de Saraphi, dans la province de Chiang Mai. C'est une ancienne capitale fondée par le roi Mengrai à la fin du XIIIe siècle au bord de la Ping, un affluent de la Chao Phraya dont les débordements seraient responsables de son abandon. Le site a encore été inondé trois fois par la Ping en 2005.

## Histoire
Les chroniques et les découvertes archéologiques semblent confirmer que la ville a été construite par le roi Mengrai, fondateur du Lanna, à la fin du XIIIe siècle. Il s'agissait pour lui de créer une nouvelle capitale après sa victoire sur le royaume môn d'Haripunchai (dont la capitale était l'actuelle Lamphun, une vingtaine de km plus au sud dans la vallée de la Ping). La ville aurait subsisté après la fondation de Chiang Mai un peu plus au nord en 1296 et n'aurait disparu qu'après la prise de Chiang Mai par le roi birman Bayinnaung en 1558. La population aurait fui les hostilités. On évoque aussi d'importantes inondations.
Le site n'a été réoccupé qu'au XVIIIe siècle, avec la fondation du village de Chang Kham. En 1984, les recherches du département des beaux-arts ont mis au jour des traces de la cité au Wat Kam Thom ; les fouilles se sont poursuivies depuis et étendues à l'ensemble du site.

## Monuments
Le principal temple (Wat) de Wiang Kum Kam est le Wat Chedi Liam (ancien Wat Ku Kham), encore occupé aujourd'hui. Remontant à la fin du XIIIe siècle, il possède un chedi (stûpa) carré, à cinq niveaux, qui, selon Louis Frédéric, présente à la fois des caractères de l'architecture mône d'Haripunchai (il rappelle le Wat Kukut de Lamphun) et des influences birmanes (Chinthes gardant les angles et décoration). À chaque étage, trois niches abritent des statues du bouddha debout, sous une arche d'influence khmère.

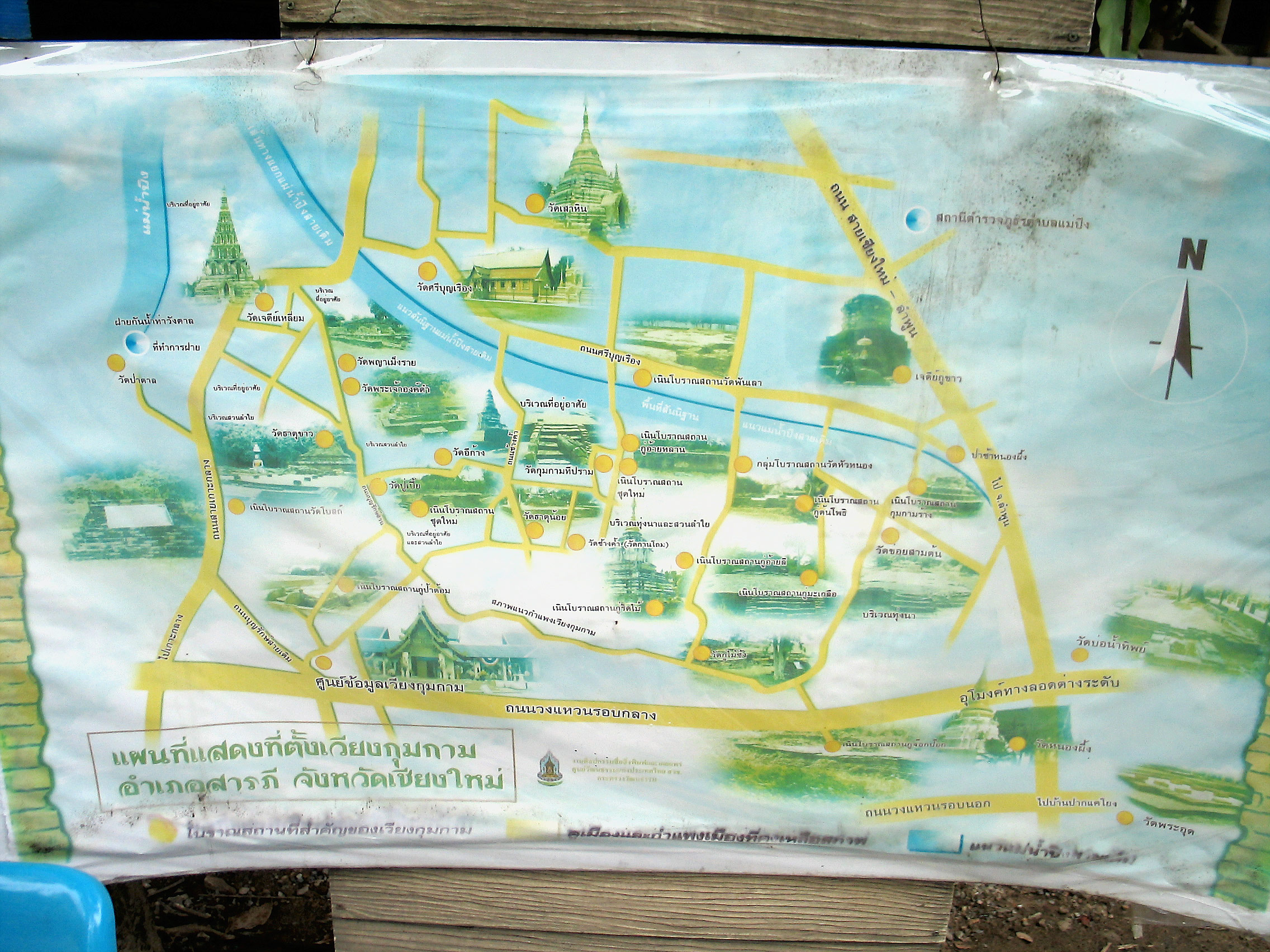
Plan de Wiang Kum Kam

Les autres monuments sont, soit des temples plus récents d'architecture thaïlandaise « classique », avec stûpa en cloche, soit extrêmement ruinés, comme le Wat Phan Lao et Wat I Khang.

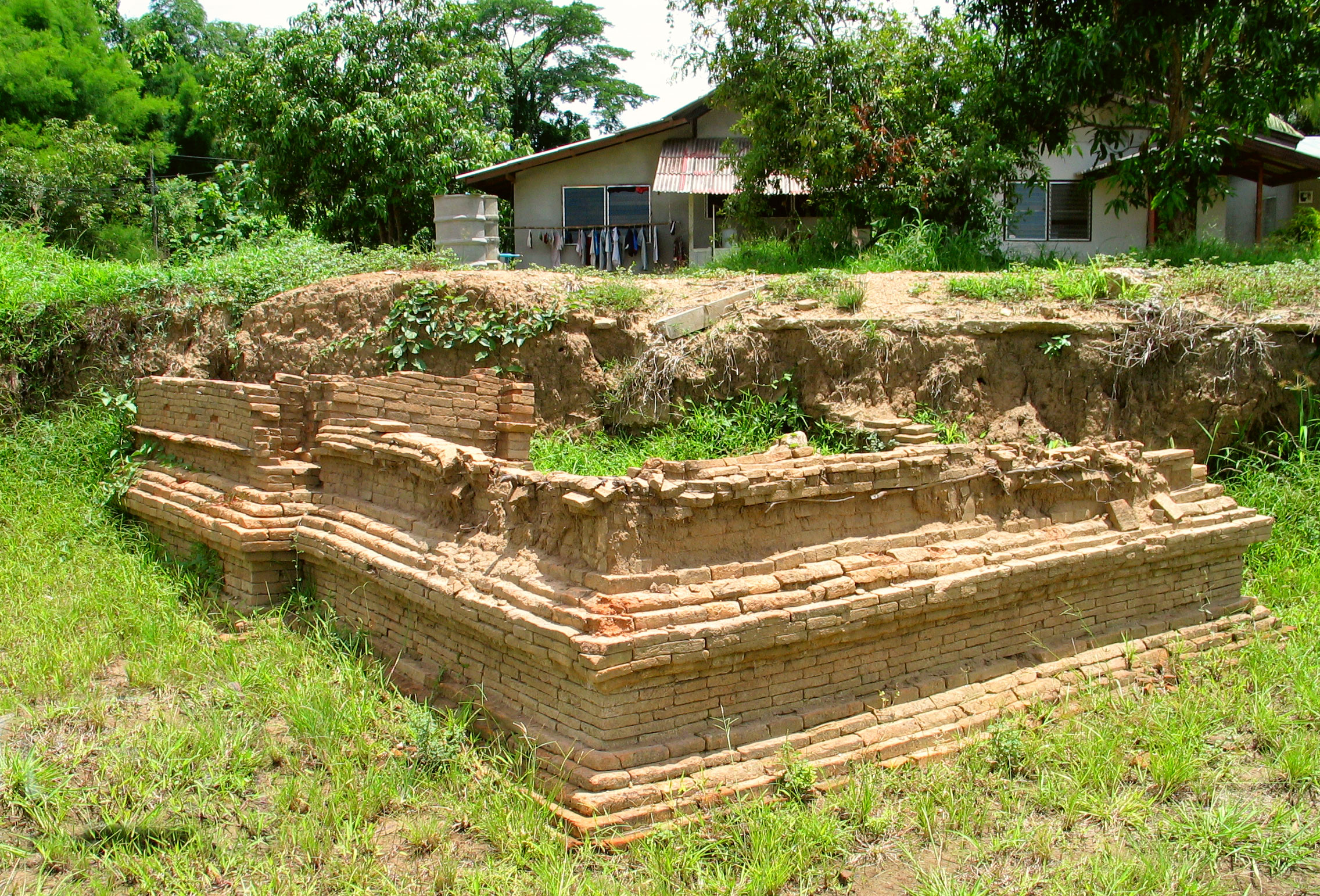
Restes du Wat Ku Padom (2005).

## Sources
- (en) Charnnarong Srisuwan, Wiang Kum Kam Archeaological site, Chiang Mai, Thailand, 2011 (Résumé, avec dessins des monuments du site)
- Louis Frédéric, L'Art de l'Inde et de l'Asie du Sud-Est, Flammarion, 1994, p.406.  (ISBN 2-08-012252-5)

- (en) Cet article est partiellement ou en totalité issu de l’article de Wikipédia en anglais intitulé « Wiang Kum Kam » (voir la liste des auteurs).